# Alexandre Luigini
Alexandre-Clément-Léon-Joseph Luigini (Lyon, 9 maart 1850 – Parijs, 29 juli 1906) was een Frans componist, muziekpedagoog, dirigent en violist.

## Levensloop
Luigini groeide in een muzikantengezin op. Zijn grootouders waren afkomstig uit Modena, maar vertrokken naar Frankrijk, omdat zijn grootvader een aanstelling als trompettist aan het Grand-Théâtre in Lyon kreeg. Zijn vader Joseph Luigini was eveneens muzikant, componist en dirigent en werd later dirigent van het orkest van het Grand-Théâtre te Lyon. Alexandre Luigini studeerde aan het Conservatoire national supérieur de musique in Parijs bij Joseph Massart (viool), Augustin Savard (harmonie) en Jules Massenet (compositie). Na het behalen van zijn diploma's, onder meer met een tweede prijs voor viool, kwam hij in 1872 naar Lyon terug en werd violist in het orkest van het Grand-Théâtre. In 1877 werd hij zelf dirigent van dit orkest. In deze functie was het vanzelfsprekend, dat hij jaarlijks een bepaald aantal werken voor het theater componeerde. 
Hij was eveneens docent voor harmonieleer en compositie aan het conservatorium van Lyon en bleef in deze functie tot 1890. In richtte hij de Concert du Conservatoire op en werd hun dirigent en in 1881 was hij oprichter van de Concert populaire de Bellecourt in Lyon. 
In 1897 verliet hij Lyon en werd dirigent aan de Opéra-Comique in Parijs, waar hij tot aan zijn dood in 1906 woonde. Aldaar dirigeerde hij bijvoorbeeld op 24 mei 1899 de première van de opera Cendrillon van Jules Massenet, maar ook Le Juif polonais (1900) van Camille Erlanger, L'Ouragan (1901) van Alfred Bruneau, Muguette (1903) van Edmond Missa, L'enfant roi (1905) van Alfred Bruneau, Miarka (1905) van Alexandre Georges en Aphrodite (1906) van Camille Erlanger. 
Zijn composities ontstonden meestal vanuit de theaterpraktijk. Hij schreef vooral balletmuziek, twee opera's en suites voor orkest. Daarnaast ontstonden een reeks van liederen en ook werken voor kamermuziekformaties zoals strijkkwartetten. Ongetwijfeld is zijn Ballet égyptien, op. 12 het bekendste werk. Oorspronkelijk was het gecomponeerd voor de 2e akte van Giuseppe Verdis opera Aïda, toen hij die in 1886 programmeerde voor een uitvoering in Lyon. In de jaren 1920 verkreeg zijn werk grote bekendheid door toedoen van het trio Wilson, Keppel en Betty, dat het Ballet égyptien als achtergrondmuziek gebruikte. 
Op 17 augustus 1869 huwde hij Jeanne Méra. Samen hadden zij twee kinderen, namelijk Ferdinand (1870-1943), een kunstschilder, en Caroline (1873-1968), een harpiste. 
In zijn geboortestad Lyon is een straat naar hem vernoemd, de rue Alexandre-Luigini.

## Composities

### Werken voor orkest
- 1874 L'orage  (Il pleut bergère), variations carnavalesques voor viool en orkest (of piano), op. 6
- 1875 Romance in D majeur, voor viool en orkest, op.9
- 1878 Marche solennelle, op. 8
- 1887 Grand duo de concert in G majeur, voor 2 violen en orkest (of piano), op. 26
- 1895 Fantaisie sur des thèmes du "Samson et Dalila" de Camille Saint-Saëns
- 1896 Ballet russe, voor orkest, op. 23
  1. Czardas
  2. Valse lente
  3. Scène
  4. Mazurka
  5. Marche russe
- 1897 Marousia-Gavotte, voor orkest, op. 46
- 1898 Jour de fête –  Fête arabe, voor orkest, op. 49
  1. Danse soudannaise
  2. Chanson arabe
  3. Danse du ventre
- 1903 Scène de ballet, voor orkest, op. 57 – ook bekend onder de titel: Le rêve de Bacchylis, gebaseerd op een gedicht van Édouard Noël
- 1904 Le printemps – poésie musicale (1871), op. 59
- Carnaval turc, symfonisch gedicht voor orkest, op. 51
- Dans les bois, pastorale voor 2 hobo's en orkest
- Invocation, rêverie mystique voor strijkorkest
- La Voix des Cloches, op. 18
- Marche de l'Émir, voor orkest, op. 4
- Noctambule, grande valse
- Ouverture symphonique
- Romance, voor hoorn en orkest, op. 48
- Romance symphonique, voor orkest, op. 65
- Saltarelle, voor viool en orkest

### Werken voor harmonieorkest
- Andante cantabile, voor blaasinstrumenten en harp, op. 41
- Ballet égyptien, op. 12[2] – bewerkt door H. Fernand (1952), Louis-Philippe Laurendeau (1945), David Bennett (1957), Gosling Mol
- Ballet russe, op. 23 – bewerkt door Grognet en Frank Winterbottom
- Gloria victis!, cantate patriotique voor mannenkoor, harmonieorkest, tamboeren en es-trompetten, op. 33 – tekst: Paul Bertnay

### Muziektheater

#### Opera's
| Voltooid in | titel                  | aktes  | première                                   | libretto         |
| ----------- | ---------------------- | ------ | ------------------------------------------ | ---------------- |
| 1877        | Les caprices de Margot | 1 akte | 13 april 1877, Lyon, Grand-Théâtre de Lyon | M. Coste-Labaume |
| 1878        | La Reine des fleurs    |        | 1878, Lyon                                 |                  |

#### Operettes
| Voltooid in | titel   | aktes       | première                               | libretto |
| ----------- | ------- | ----------- | -------------------------------------- | -------- |
| 1881        | Faublas | 3 bedrijven | 13 oktober 1881, Parijs, Théâtre Cluny |          |

#### Balletten
| Voltooid in | titel                                            | aktes                | première                                      | libretto | choreografie |
| ----------- | ------------------------------------------------ | -------------------- | --------------------------------------------- | -------- | ------------ |
| 1870        | Le rêve de Nicette                               | 2 bedrijven          | 20 februari 1870, Lyon, Grand-Théâtre de Lyon |          |              |
| 1874        | Ballet égyptien, op. 12                          | 8 taferelen          | 13 januari 1875, Lyon, Grand-Théâtre de Lyon  |          |              |
| 1876        | Anges et démons                                  | 3 aktes, 5 taferelen | 1876, Lyon, Grand-Théâtre de Lyon             |          |              |
| 1883        | Les Noces d'Ivanovna                             |                      | 1883, Lyon, Grand-Théâtre de Lyon             |          |              |
| 1889        | Le Bivouac                                       |                      | 1889, Lyon, Grand-Théâtre de Lyon             |          |              |
| 1891        | Les Écharpes                                     |                      | 1891, Lyon, Grand-Théâtre de Lyon             |          |              |
| 1891        | Rayon d'or                                       |                      | 1891, Lyon, Grand-Théâtre de Lyon             |          |              |
| 1891        | Rose et Papillon                                 |                      | 1891, Lyon, Grand-Théâtre de Lyon             |          |              |
| 1892        | Le Meunier                                       |                      | 1892, Lyon, Grand-Théâtre de Lyon             |          |              |
| 1894        | Arlequin écolier petit ballet d'enfants Louis XV |                      | 4 april 1894, Lyon, Grand-Théâtre             |          |              |
| 1894        | Dauritha                                         |                      | 1894, Lyon, Grand-Théâtre de Lyon             |          |              |

### Vocale muziek

#### Werken voor koor
- 1894 Nuit d'Orient, voor mannenkoor a capella

#### Liederen
- 1880 Guitarina (Souvenir d'Espagne), voor sopraan en piano – tekst: L. Leclair
- 1882 Zingara, Chanson Bohémienne, voor zangstem en piano – tekst: L. Leclair
- 1883 Mon beau rêve, voor zangstem en piano, op. 17 – tekst: G. Dumoraize
- 1905 Credo d'amour, voor bariton (of mezzosopraan) en piano
- 1906 Noël d'amour, voor zangstem en piano, op. 66 – tekst: Maurice Hennequin
- Hymne à la charité, voor zangstem – tekst: Camille Roy

### Kamermuziek
- 1873 Strijkkwartet nr. 1 in D majeur, op. 5
- 1874 Strijkkwartet nr. 2
- 1875 Strijkkwartet nr. 3 in G majeur, op. 53
- 1880 Strijkkwartet nr. 4
- 1886 Six petits Morceaux, voor viool en piano – bundel 1 = op. 14 – bundel 2 = op. 28
- 1904 Caprice, voor kornet en piano, op. 60
- 1905 Trois pièces, voor 2 violen en piano, op. 61
- Aubade, voor 3 dwarsfluiten, hobo, 2 klarinetten, fagot, 3 hoorns en harp, op. 13
- Lichte stukken, voor viool en piano, op. 14
- Page d'album, 3 lichte stukken voor viool en piano, op. 54
- Sérénade Romantique, voor dwarsfluit, viool, cello, piano en orgel, op. 27
- Suite instructive – trois petits morceaux, voor viool en piano, op. 47

### Werken voor piano
- La Voix des Cloches, op. 18